# Танчинець Сергій Володимирович

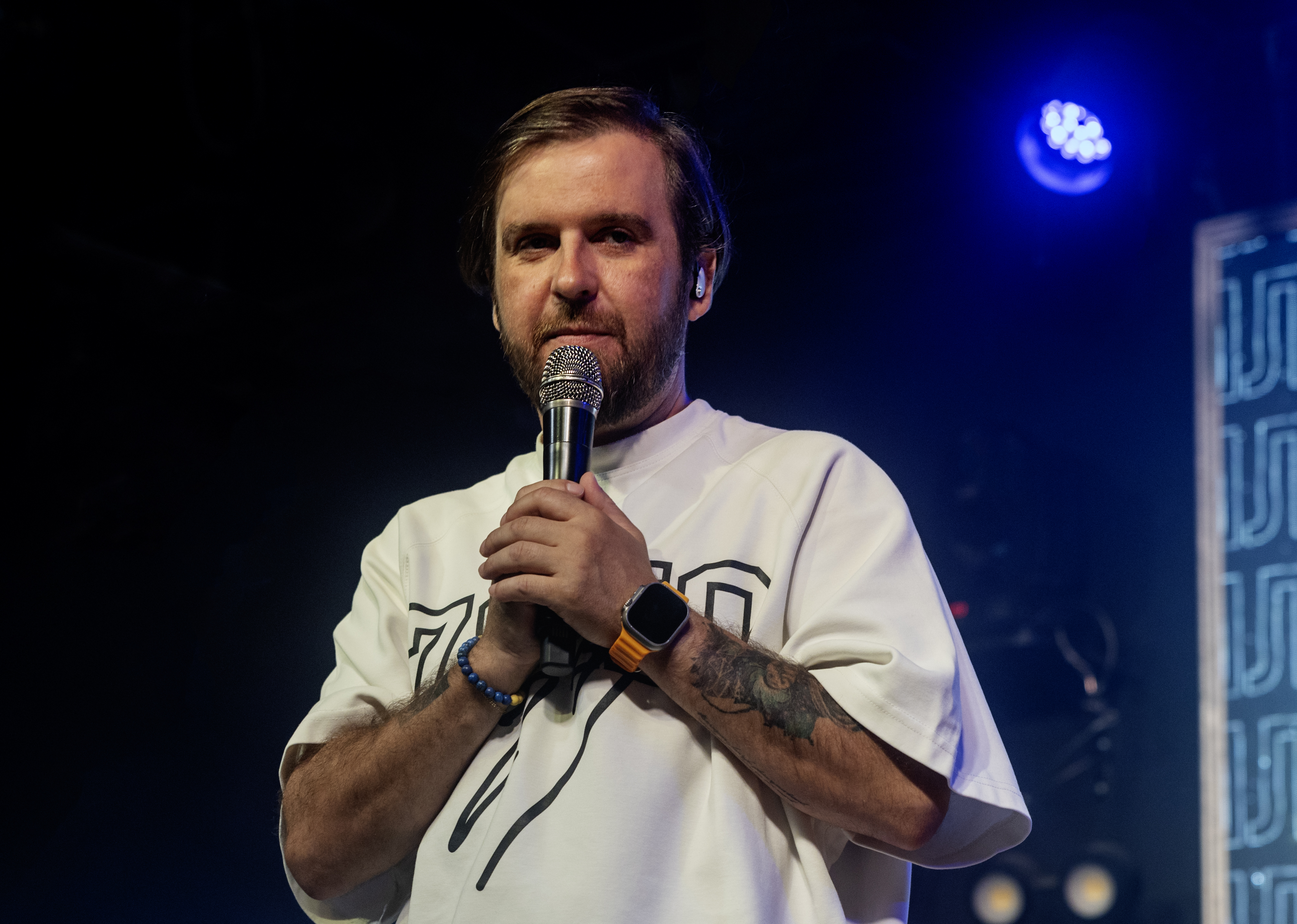
Сергій Танчинець в Ізраїлі. 2024

Сергій Володимирович Танчинець (нар. 8 травня 1982, Мукачево, УРСР) — український співак, фронтмен та продюсер гурту «Без Обмежень» та заслужений артист України (2020).

## Життєпис
Сергій Танчинець народився 8 травня 1982 року в місті Мукачево Закарпатської області. Мама — кіномеханік, а батько — інженер.
Займався графічним дизайном і виготовленням зовнішньої реклами, поліграфічної продукції.
З 1999 року — фронтмен гурту «Без обмежень».
З 30 серпня по 22 листопада 2020 року у парі з танцівницею Яною Цибульською брав участь у сьомому сезоні шоу «Танці з зірками» на каналі «1+1».
Член журі українського Національного відбору на Євробачення-2024.

## Родина
- Колишня дружина Ганна (були одружені з 2008 до 2023)[6]
- син Лук‘ян
- дочка Анастасія

## Нагороди та відзнаки
- 21 серпня 2020 року указом Президента України № 335/2020, — за значний особистий внесок у державне будівництво, соціально-економічний, науково-технічний, культурно-освітній розвиток України, вагомі трудові здобутки та високий професіоналізм, — нагороджений званням «Заслужений артист України»[7].